# Mädchen im Schaufenster

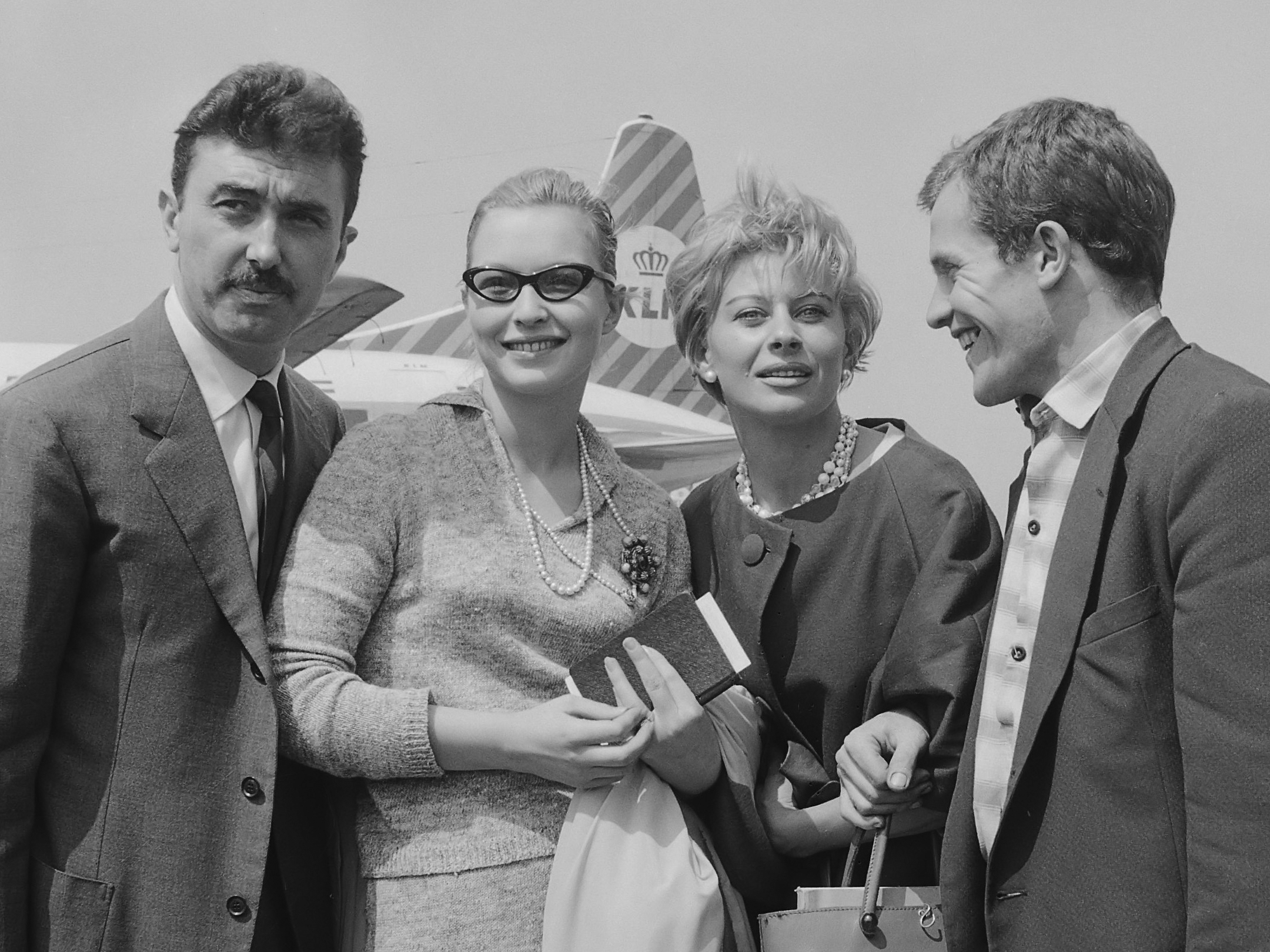
Regisseur Luciano Emmer und die Darsteller Marina Vlady, Magali Noël und Bernard Fresson (v. l. n. r.) am 1. Juni 1960 auf dem Flughafen Amsterdam Schiphol

Mädchen im Schaufenster (Originaltitel: La ragazza in vetrina) ist ein italienisch-französischer Film von Regisseur Luciano Emmer aus dem Jahr 1961. Er spielt in den Niederlanden in einem Steinkohlenbergwerk, im Rotlichtviertel De Wallen in Amsterdam und an der Nordsee. Seine deutschsprachige Erstaufführung fand am 1. September 1961 statt.

## Handlung
Vincenzo kommt mit ein paar Freunden als Gastarbeiter aus Italien in ein Steinkohlebergwerk in den Niederlanden. Er wird von Federico in die Arbeit mit dem Presslufthammer eingewiesen. Als es in der Zeche zu einem Grubenunglück kommt, werden sie verschüttet und erst nach Tagen gerettet. Vincenzo beschließt, die Arbeit unter Tage aufzugeben und nach Italien zurückzukehren.
Davor fahren Vincenzo und Federico nach Amsterdam, um ihre Rettung zu feiern. Im Rotlichtviertel trifft Federico seine alte Bekannte Chanel und überredet sie, das Wochenende mit ihm am Meer zu verbringen. Vincenzo gelingt es, die kühle blonde Else für sich zu interessieren. Er verbringt die Nacht mit ihr, verpasst seinen Zug, und so fahren die beiden mit Elses Cabrio ebenfalls ans Meer.
Ein letztlich harmloser Bootsausflug von Else und Federico löst ein Eifersuchtsdrama aus, in dessen Verlauf sich Vincenzo mit Federico überwirft. Auch die Liebe zwischen ihm und Else wird auf die Probe gestellt, ebenso wie die zwischen Chanel und Federico. Vincenzo fährt mit dem Bus nach Amsterdam zurück. Else bringt ihm seinen Koffer zum Bahnhof, aber diesmal verpasst er absichtlich den Zug, weil er sie heiraten möchte. Wieder im Bergwerk versöhnt er sich mit Federico. Sie werden eine Doppelhochzeit feiern.

## Hintergrund
Der Film hatte große Probleme mit der italienischen Zensur. So musste er umgeschnitten und Teile des Dialogs mussten geändert werden, damit er eine Freigabe ab 16 Jahren erhalten konnte.

## Kritik
„Was als bemerkenswert gestaltete Proletarier-Studie beginnt (am Drehbuch arbeitete Pasolini mit), entwickelt sich rasch zum plumpen Milieudrama, das sein Thema eher ausschlachtet als kritisch bewältigt.“

„Diese ungewöhnliche Mischung aus Melodram und neorealistischer Sozialstudie verblüfft durch die genaue Milieuschilderung des niederländischen Kohlenreviers und des Amüsierviertels von Amsterdam.“